# Natação nos Jogos Olímpicos de Verão de 2008 - 100 m livre masculino
A competição dos 100m livre masculino  nos Jogos Olímpicos de Verão de 2008 aconteceram nos dias 12 e 14 de Agosto no Centro Aquático Nacional de Pequim.

## Medalhistas
| Ouro   | FRA Alain Bernard                     |
| Prata  | AUS Eamon Sullivan                    |
| Bronze | USA Jason Lezak BRA César Cielo Filho |

## Recordes
Antes desta competição, os recordes mundiais e olímpicos da prova eram os seguintes:
| Tipo | Atleta             | Tempo | Local  | Data                 |
| ---- | ------------------ | ----- | ------ | -------------------- |
|      | AUS Eamon Sullivan | 47,24 | Pequim | 11 de agosto de 2008 |
|      | AUS Eamon Sullivan | 47,24 | Pequim | 11 de agosto de 2008 |

## Eliminatórias

### Eliminatória 1
| # | Pista | Nome                 | País        | Tempo | Notas |
| - | ----- | -------------------- | ----------- | ----- | ----- |
| 1 | 3     | Emile Rony Bakale    | CGO Congo   | 55.08 |       |
| 2 | 4     | Miguel Angel Navarro | BOL Bolívia | 56.96 |       |
| 3 | 5     | Sofyan El Gadi       | LBA Líbia   | 57.89 |       |

### Eliminatória 2
| # | Pista | Nome                | País                       | Tempo | Notas |
| - | ----- | ------------------- | -------------------------- | ----- | ----- |
| 1 | 6     | Jan Roodzant        | ARU Aruba                  | 51.69 |       |
| 2 | 3     | Mikayel Koloyan     | ARM Armênia                | 51.89 |       |
| 3 | 2     | Gael Adam           | MRI Maurício               | 52.35 |       |
| 4 | 5     | Carl Probert        | FIJ Fiji                   | 52.37 |       |
| 5 | 4     | Roy-Allan Burch     | BER Bermudas               | 52.65 |       |
| 6 | 7     | Obaid Ahmed Aljesmi | UAE Emirados Árabes Unidos | 53.29 |       |

### Eliminatória 3
| # | Pista | Nome                | País              | Tempo   | Notas |
| - | ----- | ------------------- | ----------------- | ------- | ----- |
| 1 | 4     | Virdhawal Khade     | IND Índia         | 50.07   |       |
| 2 | 2     | Romans Miloslavskis | LAT Letônia       | 50.40   |       |
| 3 | 3     | Terrence Haynes     | BAR Barbados      | 50.50   |       |
| 4 | 7     | Alexandr Sklyar     | KAZ Cazaquistão   | 51.24   |       |
| 5 | 6     | Namgyun Lim         | KOR Coreia do Sul | 51.80   |       |
| 6 | 1     | Petr Romashkin      | UZB Uzbequistão   | 51.83   |       |
| 7 | 8     | Christopher Duenas  | GUM Guam          | 52.64   |       |
| 8 | 7     | Katharina Schiller  | GER Alemanha      | 2:18.00 |       |

### Eliminatória 4
| # | Pista | Nome                   | País                 | Tempo | Notas |
| - | ----- | ---------------------- | -------------------- | ----- | ----- |
| 1 | 4     | Jason Dunford          | KEN Quênia           | 49.06 |       |
| 2 | 5     | Nimrod Shapira Bar-Or  | ISR Israel           | 49.10 |       |
| 3 | 6     | Peter Mancok           | SLO Eslovênia        | 49.33 |       |
| 4 | 1     | Ryan Pini              | PNG Papua-Nova Guiné | 49.72 |       |
| 5 | 3     | Matti Rajakyla         | FIN Finlândia        | 49.91 |       |
| 6 | 8     | Aristeidis Grigoriadis | GRE Grécia           | 50.62 |       |
| 7 | 2     | Norbert Trandafir      | ROU Romênia          | 50.74 |       |
| 8 | 7     | Danil Haustov          | EST Estônia          | 50.92 |       |

### Eliminatória 5
| # | Pista | Nome                  | País                | Tempo | Notas |
| - | ----- | --------------------- | ------------------- | ----- | ----- |
| 1 | 6     | Martin Verner         | CZE República Checa | 48.95 |       |
| 2 | 5     | Balázs Makány         | HUN Hungria         | 49.27 |       |
| 2 | 7     | Paulius Viktoravicius | LTU Lituânia        | 49.27 |       |
| 4 | 1     | Shaune Fraser         | CAY Ilhas Cayman    | 49.56 |       |
| 5 | 2     | Martin Kutscher       | URU Uruguai         | 50.08 |       |
| 6 | 3     | Stanislav Neverovsky  | BLR Bielorrússia    | 50.14 |       |
| 7 | 4     | Tiago Venancio        | POR Portugal        | 50.30 |       |
| 8 | 8     | Orn Arnarson          | ISL Islândia        | 50.68 |       |

### Eliminatória 6
| # | Pista | Nome              | País                  | Tempo | Notas |
| - | ----- | ----------------- | --------------------- | ----- | ----- |
| 1 | 8     | George Bovell III | TRI Trinidad e Tobago | 48.83 |       |
| 2 | 5     | Albert Subirats   | VEN Venezuela         | 48.97 |       |
| 3 | 1     | Zuo Chen          | CHN China             | 49.08 |       |
| 4 | 3     | Nabil Kebbab      | ALG Argélia           | 49.38 |       |
| 5 | 2     | José Meolans      | ARG Argentina         | 49.50 |       |
| 6 | 7     | Yuriy Yegoshin    | UKR Ucrânia           | 49.56 |       |
| 7 | 4     | Mitja Zastrow     | NED Países Baixos     | 49.61 |       |
| 8 | 6     | Hisayoshi Sato    | JPN Japão             | 49.85 |       |

### Eliminatória 7
| # | Pista | Nome             | País               | Tempo | Notas |
| - | ----- | ---------------- | ------------------ | ----- | ----- |
| 1 | 6     | Brent Hayden     | CAN Canadá         | 47.84 | Q     |
| 2 | 8     | Milorad Čavić    | SRB Sérvia         | 48.15 |       |
| 3 | 3     | Filippo Magnini  | ITA Itália         | 48.30 | Q     |
| 4 | 4     | Jason Lezak      | USA Estados Unidos | 48.33 | Q     |
| 5 | 5     | Fabien Gilot     | FRA França         | 48.42 | Q     |
| 6 | 7     | Dominik Meichtry | SUI Suíça          | 48.55 | Q     |
| 7 | 1     | Yoris Grandjean  | BEL Bélgica        | 48.82 |       |
| 8 | 2     | Duje Draganja    | CRO Croácia        | 49.49 |       |

### Eliminatória 8
| # | Pista | Nome                      | País              | Tempo | Notas |
| - | ----- | ------------------------- | ----------------- | ----- | ----- |
| 1 | 4     | Eamon Sullivan            | AUS Austrália     | 47.80 | Q     |
| 2 | 5     | Stefan Nystrand           | SWE Suécia        | 47.83 | Q     |
| 3 | 6     | Pieter van den Hoogenband | NED Países Baixos | 47.97 | Q     |
| 4 | 3     | César Cielo Filho         | BRA Brasil        | 48.16 | Q     |
| 5 | 2     | Andrey Grechin            | RUS Rússia        | 48.50 | Q     |
| 6 | 8     | Christian Galenda         | ITA Itália        | 48.55 | Q     |
| 7 | 1     | Joel Greenshields         | CAN Canadá        | 49.04 |       |
| 8 | 7     | Ryk Neethling             | RSA África do Sul | 49.28 |       |

### Eliminatória 9
| # | Pista | Nome                    | País               | Tempo | Notas |
| - | ----- | ----------------------- | ------------------ | ----- | ----- |
| 1 | 4     | Alain Bernard           | FRA França         | 47.85 | Q     |
| 2 | 5     | Garrett Weber-Gale      | USA Estados Unidos | 48.19 | Q     |
| 3 | 7     | Lyndon Ferns            | RSA África do Sul  | 48.26 | Q     |
| 4 | 6     | Matt Targett            | AUS Austrália      | 48.40 | Q     |
| 5 | 8     | Jonas Persson           | SWE Suécia         | 48.51 | Q     |
| 6 | 3     | Evgeniy Lagunov         | RUS Rússia         | 48.59 |       |
| 7 | 1     | Jakob Schioett Andkjaer | DEN Dinamarca      | 49.25 |       |
| 8 | 2     | Steffen Deibler         | GER Alemanha       | 49.39 |       |

## Semifinais

### Semifinal 1
| # | Pista | Nome              | País               | Tempo | Notas |
| - | ----- | ----------------- | ------------------ | ----- | ----- |
| 1 | 5     | Alain Bernard     | FRA França         | 47.20 | Q, WR |
| 2 | 4     | Stefan Nystrand   | SWE Suécia         | 47.91 | Q     |
| 3 | 2     | Jason Lezak       | USA Estados Unidos | 47.98 | Q     |
| 4 | 6     | Lyndon Ferns      | RSA África do Sul  | 48.00 | Q, AF |
| 5 | 3     | César Cielo Filho | BRA Brasil         | 48.07 | Q     |
| 6 | 8     | Christian Galenda | ITA Itália         | 48.47 |       |
| 7 | 1     | Jonas Persson     | SWE Suécia         | 48.59 |       |
| 8 | 7     | Fabien Gilot      | FRA França         | 49.00 |       |

### Semifinal 2
| # | Pista | Nome                      | País               | Tempo | Notas |
| - | ----- | ------------------------- | ------------------ | ----- | ----- |
| 1 | 4     | Eamon Sullivan            | AUS Austrália      | 47.05 | Q, WR |
| 2 | 3     | Pieter van den Hoogenband | NED Países Baixos  | 47.68 | Q     |
| 3 | 7     | Matt Targett              | AUS Austrália      | 47.88 | Q     |
| 4 | 2     | Filippo Magnini           | ITA Itália         | 48.11 | S     |
| 5 | 6     | Garrett Weber-Gale        | USA Estados Unidos | 48.12 | S     |
| 6 | 5     | Brent Hayden              | CAN Canadá         | 48.20 |       |
| 7 | 1     | Andrey Grechin            | RUS Rússia         | 48.71 |       |
| 8 | 8     | Dominik Meichtry          | SUI Suíça          | 49.58 |       |

## Final

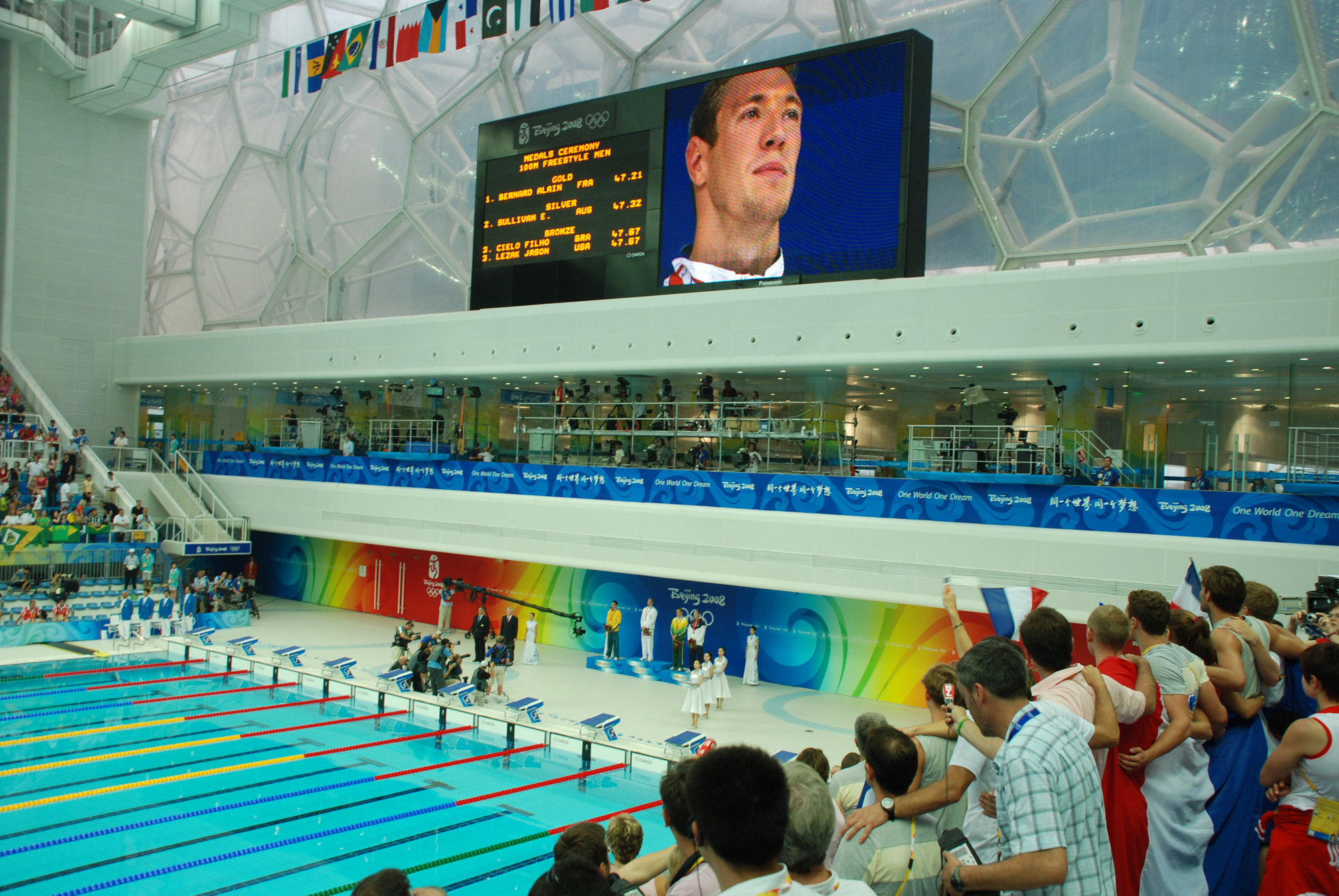
Alain Bernard em destaque durante a cerimônia de entrega das medalhas.

| Pos.              | Pista | Nome                      | País               | Tempo | Notas                 |
| ----------------- | ----- | ------------------------- | ------------------ | ----- | --------------------- |
| Medalha de ouro   | 5     | Alain Bernard             | FRA França         | 47.21 |                       |
| Medalha de prata  | 4     | Eamon Sullivan            | AUS Austrália      | 47.32 |                       |
| Medalha de bronze | 8     | César Cielo Filho         | BRA Brasil         | 47.67 | Recorde sul-americano |
| Medalha de bronze | 7     | Jason Lezak               | USA Estados Unidos | 47.67 |                       |
| 5                 | 3     | Pieter van den Hoogenband | NED Países Baixos  | 47.75 |                       |
| 6                 | 1     | Lyndon Ferns              | RSA África do Sul  | 48.04 |                       |
| 7                 | 6     | Matt Targett              | AUS Austrália      | 48.20 |                       |
| 8                 | 2     | Stefan Nystrand           | SWE Suécia         | 48.33 |                       |

Legenda
| Recorde mundial      | Recorde mundial (World record)               |                       | Recorde africano                      | Recorde africano (African) |                                           | Q | Classificado por posição (Qualified) |
| Recorde olímpico     | Recorde olímpico (Olympic record)            | Recorde da América    | Recorde da América (Americas)         | q                          | Classificado por melhor tempo (Qualified) |   |                                      |
| Melhor marca do ano  | Melhor marca do ano (World leading)          | Recorde asiático      | Recorde asiático (Asian)              | DNS                        | Não largou (Did not start)                |   |                                      |
| Recorde nacional     | Recorde nacional (National record)           | Recorde europeu       | Recorde europeu (European)            | DNF                        | Não terminou (Did not finish)             |   |                                      |
| Recorde pessoal      | Recorde pessoal do atleta (Personal best)    | Recorde da Oceania    | Recorde da Oceania (Oceania)          | DSQ / DQ                   | Desclassificado (Disqualified)            |   |                                      |
| Recorde da temporada | Recorde da temporada do atleta (Season best) | Recorde sul-americano | Recorde sul-americano (South America) | NM                         | Sem marca (No mark)                       |   |                                      |